# Seepfadfinder

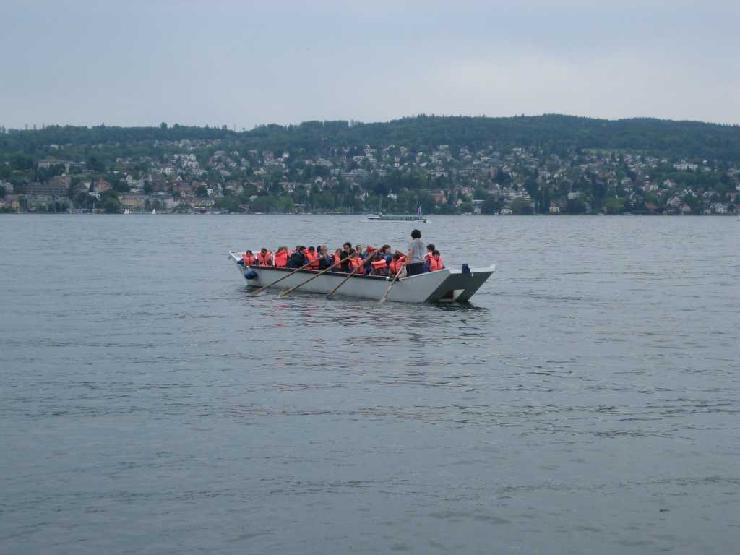
Seepfadfinderabteilung Zürich: Rudern

Seepfadfinder (auch: Sea Scouts) sind ein Spezialzweig der Pfadfinderbewegung. Die Seepfadfinder unterscheiden sich von den normalen „Land“-Pfadfindern dadurch, dass sie Aktivitäten vorwiegend im und auf dem Wasser erleben.

## Seepfadfinderarbeit

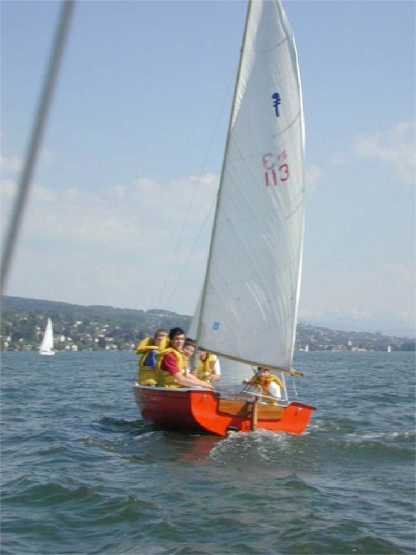
Seepfadi Zürich: Segeln

Hauptinhalte der Seepfadfinderarbeit sind das Segeln, Rudern und Motorbootfahren, sowie die dafür notwendigen Fertigkeiten wie die Navigation und die Wartung von Booten oder Motoren. Wegen der erhöhten Schwierigkeit dieser Tätigkeiten richten sich Seepfadfindergruppen meist an ältere Jugendliche; sie umfassen nicht immer alle in der Pfadfinderarbeit üblichen Altersstufen.
Sea Scouting basiert auf denselben grundlegenden Prinzipien wie Scouting, und es verwendet die Pfadfindermethode. Der Unterschied besteht nur darin, dass beim Sea Scouting Wasseraktivitäten ein wesentlicher Bestandteil des Programmes und nicht nur zusätzlicher Programmteil sind. Die englische Bezeichnung ist etwas irreführend, weil viele Seepfadfinder ihre Aktivitäten nicht auf dem Meer, sondern auf Flüssen und Binnen-Seen durchführen.
Naturgemäß finden sich die meisten Seepfadfindergruppen in Staaten mit direktem Zugang zum Meer und langer Küstenlinie. Aber auch in Binnenstaaten gibt es einzelne Gruppen. In Ländern mit einer größeren Zahl von Seepfadfindergruppen werden spezielle Regatten ausschließlich für Seepfadfindergruppen veranstaltet.
In den meisten europäischen Ländern gibt es Sea Scouting, allerdings in vielen verschiedenen Formen. In einigen Bünden bildet Sea Scouting ein eigenständiges Programm, in anderen ist es Bestandteil der normalen Pfadfinderarbeit.
Die Europäische Pfadfinderregion hat eine Umfrage über das Seepfadfindertum in Europa durchgeführt, die zeigt, dass es im Jahr 2000 etwa 95 000 Seepfadfinder in 28 Ländern in Gruppen in einer Größe zwischen 16 und 167 Personen gibt. Die meisten Seepfadfinder gibt es in den Niederlanden, in Polen, in Finnland, in Großbritannien und in Schweden.
Im Gegensatz zu zahlreichen außereuropäischen Verbänden arbeiten die Seepfadfinder im deutschsprachigen Raum koedukativ.

## Geschichte
Die Idee des Seepfadfindertums wurde vom Gründer der Pfadfinderbewegung, Robert Baden-Powell, schon kurz nach der Entstehung der Pfadfinderbewegung entwickelt. Bei der praktischen Umsetzung wurde er durch seinen Bruder Warington Baden-Powell unterstützt, der selbst begeisterter Segler war und als Anwalt der britischen Admiralität arbeitete. Warington Baden-Powell verfasste dafür das Handbuch Sea Scouting and Seamanship for Boys, das im Juli 1912 erschien.
Das erste Seepfadfinderlager wurde bereits im Sommer 1908 durchgeführt. 1912 wurde der Arbeitszweig offiziell in der britischen Scout Association eingeführt, nachdem zahlreiche Seepfadfindergruppen spontan von Jugendlichen gegründet worden waren. In den folgenden Jahren entstanden weitere Gruppen auf allen Kontinenten, die sich den nationalen Pfadfinderverbänden anschlossen.

### Seepfadfinder in Deutschland
Im Gegensatz zu anderen Ländern gibt es nur wenige Seepfadfinder in Deutschland. Bei den deutschen Mitgliedsverbänden der World Organization of the Scout Movement und der World Association of Girl Guides and Girl Scouts sind nur zwei Seepfadfinderstämme in der Deutschen Pfadfinderschaft Sankt Georg bekannt, wobei eine Gruppe kein eigener Seepfadfinderstamm, sondern lediglich eine Abteilung des Stammes ist. Daneben gibt es einige weitere Stämme in anderen deutschen Pfadfinderbünden; dazu kommt noch eine Gruppe von Scouting America.

### Seepfadfinder in Österreich
Seepfadfinder sind in Österreich wie auch in seinen Nachbarländern eine seltene Erscheinung. In anderen Ländern, die über mehr Wasseranteil verfügen, gehören solche Gruppen jedoch zum festen Bestand nationaler Pfadfinderverbände.
Altersstufen:
- 7–10 Jahre: Wichtel und Wölflinge
- 10–14 Jahre: Seepfadfinder
- 14–16 Jahre: Lotsen
- 16–20 Jahre: Ranger und Rover

In Österreich gibt es Gruppen in Neusiedl am See (Burgenland), Wien, Hainburg an der Donau (Niederösterreich), St. Georgen an der Gusen (Oberösterreich) und Villach (Kärnten). Die Seepfadfinder sind eine Untergruppierung der Pfadfinder und Pfadfinderinnen Österreichs (PPÖ). In Graz (Steiermark) gibt es noch Flusspfadfinder.

### Seepfadfinder in der Schweiz
Die Seepfadi Zürich in Zürich-Wollishofen ist die erste Pfadfindergruppe in der Schweiz, die ihre Veranstaltungen hauptsächlich am, im und auf dem Wasser durchführt. Sie besitzt eigene Ruder- und Segelschiffe, die von den Mitgliedern auf dem Zürichsee genutzt werden.

## Eurosea-Konferenzen

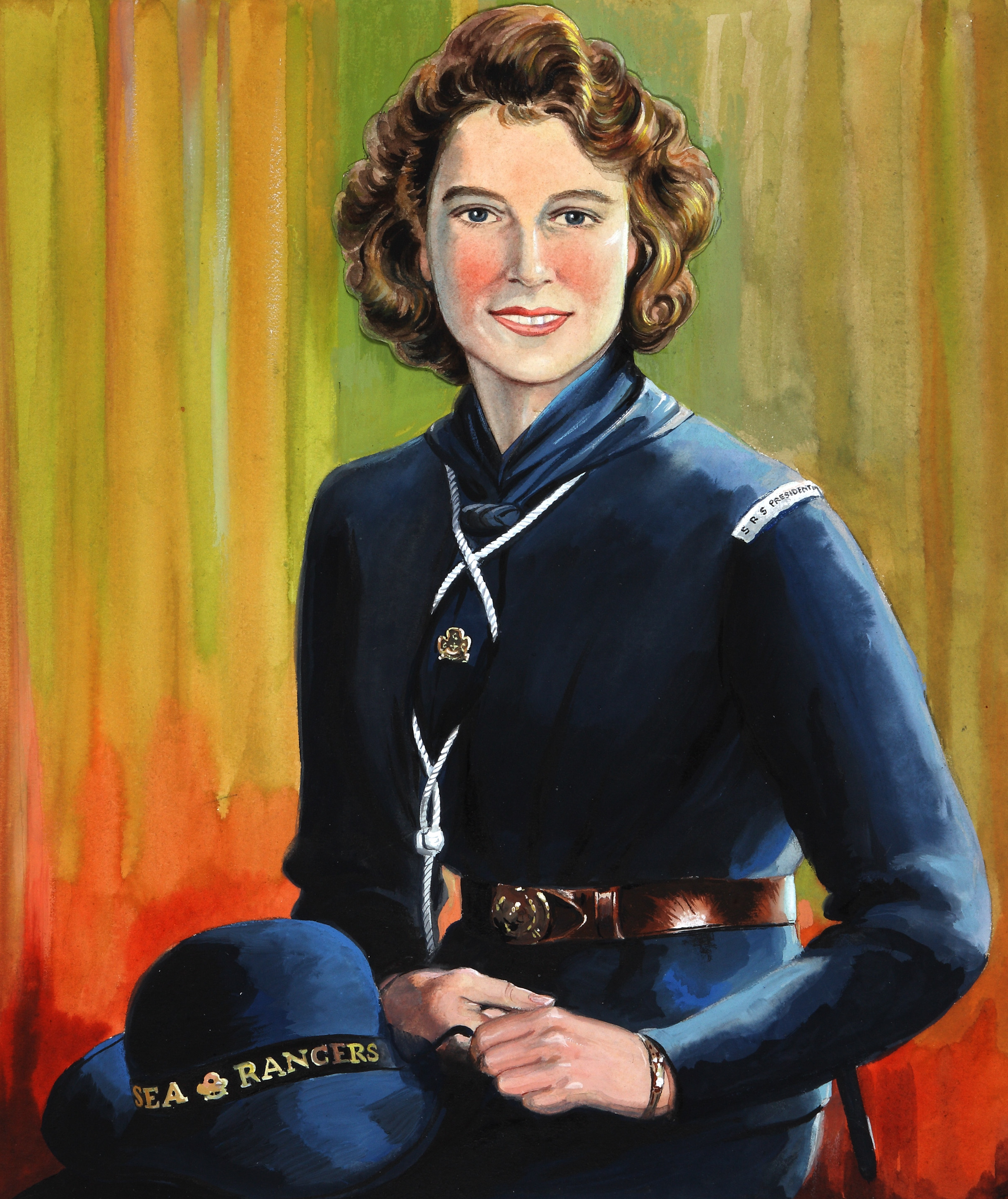
Prinzessin Elisabeth in der Rangeruniform der Seepfadfinder, England, 1944

Eurosea ist das Seminar für Seepfadfinder und Seepfadfinderinnen, das die „Europäische Region der Pfadfinderinnen und Pfadfinder“ (European Scout Region) seit 1985 organisiert.
Eurosea-Konferenzen haben zum Ziel:
- Weiterentwicklung der erzieherischen Dimension der Pfadfinderei – der Jugend-Programm-Ansatz;
- Erweiterung der nautischen und maritimen Traditionen als Quelle für Ideen, Aktivitäten, Projekte;
- Entwicklung eines Rahmenprogramms zur Förderung der Seepfadfinderei in Europa.

Teilnehmen können Personen die in nationalen oder regionalen Gruppen verantwortlich für Seepfadfinder/Guiden sind und sich für entwickelnde wasserbasierte Programme interessieren. Ebenso können Repräsentanten von Verbindungen teilnehmen, die an dem Einführen von Seepfadfinder interessiert sind.
| Jahr | Name       | Ort                           |
| ---- | ---------- | ----------------------------- |
| 1985 | Eurosea 1  | Thessaloniki, Griechenland    |
| 1988 | Eurosea 2  | Zeewolde, Niederlande         |
| 1992 | Eurosea 3  | Vässarö, Schweden             |
| 1994 | Eurosea 4  | London, Großbritannien        |
| 1997 | Eurosea 5  | Oslo, Norwegen                |
| 2000 | Eurosea 6  | Olsztynek, Polen              |
| 2003 | Eurosea 7  | São Jacinto, Aveiro, Portugal |
| 2006 | Eurosea 8  | Korpoo, Finnland              |
| 2008 | Eurosea 9  | Larch Hill, Irland            |
| 2010 | Eurosea 10 | Pilsen, Tschechien            |
| 2012 | Eurosea 11 | Kopenhagen, Dänemark          |
| 2014 | Eurosea 12 | Bruges, Belgien               |
| 2016 | Eurosea 13 | Puck, Polen                   |
| 2018 | Eurosea 14 | Barcelona, Spanien            |

## Bekannte Seepfadfinder
- Königin Elisabeth II. Mit elf Jahren wurde sie 1937 Mitglied der Girl Guide Association. 1942 schloss sie sich als Sea Ranger dem Seepfadfinderinnen-Zweig an, in dem sie bis 1947 aktiv war.[3]
- Prinzessin Margaret wurde 1937 Pfadfinderin und war von 1945 bis 1952 als Sea Ranger aktiv. 1965 wurde sie zur Vorsitzenden der Girl Guide Association gewählt.[4]
- Uffa Fox (1898–1972), englischer Konstrukteur und Publizist